# Harvest (Alabama)
Harvest és una concentració de població designada pel cens dels Estats Units a l'estat d'Alabama. Segons el cens del 2000 tenia 3.054 habitants.

## Demografia
Segons el cens del 2000, Harvest tenia 3.054 habitants, 1.092 habitatges, i 898 famílies. La densitat de població era de 94,9 habitants/km².
Dels 1.092 habitatges en un 39,9% hi vivien nens de menys de 18 anys, en un 72,5% hi vivien parelles casades, en un 7,1% dones solteres, i en un 17,7% no eren unitats familiars. En el 15,8% dels habitatges hi vivien persones soles el 5% de les quals corresponia a persones de 65 anys o més que vivien soles. El nombre mitjà de persones vivint en cada habitatge era de 2,8 i el nombre mitjà de persones que vivien en cada família era de 3,13.
Per edats la població es repartia de la següent manera: un 28,6% tenia menys de 18 anys, un 5,6% entre 18 i 24, un 34,3% entre 25 i 44, un 23,6% de 45 a 60 i un 8% 65 anys o més.
L'edat mediana era de 36 anys. Per cada 100 dones hi havia 102,8 homes. Per cada 100 dones de 18 o més anys hi havia 97,5 homes.
La renda mediana per habitatge era de 61.319 $ i la renda mediana per família de 64.519 $. Els homes tenien una renda mediana de 46.813 $ mentre que les dones 30.114 $. La renda per capita de la població era de 23.322 $. Aproximadament el 6,8% de les famílies i el 8% de la població estaven per davall del llindar de pobresa.

## Poblacions més properes
El següent diagrama mostra les poblacions més properes.